# کوبی سیمونز
کوبی سیمونز (انگلیسی: Kobi Simmons؛ زادهٔ ۴ ژوئیهٔ ۱۹۹۷) بازیکن بسکتبال اهل ایالات متحده آمریکا است.

## حرفه
از باشگاه‌هایی که در آن بازی کرده‌است می‌توان به شارلوت هورنتس اشاره کرد.